# Winona Fighter
Winona Fighter ist eine US-amerikanische Rock-Band aus Nashville, Tennessee.

## Geschichte
Sängerin und Schlagzeugerin Chloe „Coco“ Kinnon stammt aus New Hampshire und spielte in verschiedenen Punk- und Hardcore-Bands aus Boston. Später zog sie nach Nashville, um an der Belmont University zu studieren. Dort traf sie auf den Gitarristen Dan Fuson, mit dem sie in einem anderen musikalischen Projekt spielen sollte. Dieses kam aber nicht zustande. Kurze Zeit später trafen die beiden auf den aus Minnesota stammenden Bassisten Austin Luther, der zuvor unter anderem als Tourmusiker für Sabrina Carpenter und Rachel Platten arbeitete. Anfang nannte sich die Gruppe Coco. Austin Luther schlug daraufhin den Namen Winona Fighter vor, was ein Wortspiel mit dem Namen der Schauspieler in Winona Ryder ist. Der Name wäre „feminin, aber aggressiv“.
Noch im Gründungsjahr 2022 veröffentlichte die Band ihre erste EP Father Figure. In den folgenden Jahren spielte die Band unzählige selbst gebuchte Tourneen. Da es seinerzeit in Nashville keine alternative Szene gab, spielte die Band auf Honkey Tonks oder trat teilweise in Country-Bars vor zwei Zuschauern auf. Im März 2024 unterzeichnete die Band einen Vertrag mit Rise Records. Im Sommer 2024 spielte die Band auf dem Bonnaroo Music Festival, Louder Than Life, dem Aftershock Festival und dem Shaky Knees Music Festival. Am 14. Februar 2025 veröffentlichte die Band ihr Debütalbum My Apologies to the Chef, welches vom Bassisten Austin Luther in seinem eigenen Studio produziert wurde.

## Stil
Laut Mike Duquette vom Onlinemagazin Allmusic spielt die Band melodischen Pop-Punk mit einer inklusiven Attitüde. Sie zieht ihre Inspiration vom Mainstream-Rock der 1990er Jahre und Generationen des amerikanischen Punk und Hardcore. Duquette verglich Winona Fighter mit Bands wie Foo Fighters, Paramore, Weezer und Turnstile. Sängerin Chloe „Coco“ Kinnon erklärte, dass die Band das Ziel hat, die Punkszene zugänglich für alle Musikliebhaber zu machen. Die Herangehensweise wäre, den Punk zu ehren und gleichzeitig Popfans an Bord kommen zu lassen. Mischa Pearlman vom britischen Magazin Kerrang empfahl das Debütalbum an Fans von Paramore, Press Club und Knuckle Puck. Frank Thießies schrieb über das Debütalbum, dass Winona Fighter dem guten, alten Punk-Rock die flotteste Frischzellenspritze gab.

## Diskografie
Alben
- 2025: My Apologies to the Chef

EPs
- 2022: Father Figure

Musikvideos
- 2024: I’m in the Market Place to Please No One
- 2024: Wlbrn St Tvrn
- 2024: Subaru
- 2024: Swear to God That I’m (Fine)
- 2024: Attention
- 2024: Hamms in a Glass
- 2025: R U Famous
- 2025: Talk
- 2025: You Look Like a Drunk Phoebe Bridgers